# Postel (plaats)
Postel is een woongebied van de Kempense gemeente Mol, in de Belgische provincie Antwerpen en is een van de Zeven Heerlijkheden.
Postel is tegen de Nederlandse grens aan gelegen; de afstand tot het Nederlandse Reusel is daardoor kleiner dan de afstand tot Mol-centrum. Het heeft een oppervlakte van 44,43 km² en telt 192 inwoners (31 december 2024). Binnen de gemeente Mol is het daarmee het gehucht met de grootste oppervlakte en met het geringste aantal inwoners.
Het gehucht bestaat voornamelijk uit bossen, natuurgebieden en grote landbouwbedrijven waarvan er enkele gespecialiseerd zijn in het telen van graszoden.

## Abdij
Postel is voornamelijk bekend om zijn Norbertijner abdij. Deze Abdij van Postel was van 1138 tot 1613 een priorij die onderhorig was aan de Abdij van Floreffe. Daarna werd ze een zelfstandige abdij. In de Franse Tijd werd de abdij gesloten. Vanaf 1797 was het complex enige decennia privébezit, tot er in 1847 besloten werd om het aan de kloosterlingen terug te geven. In dat jaar keerden dan ook de Norbertijnen terug.

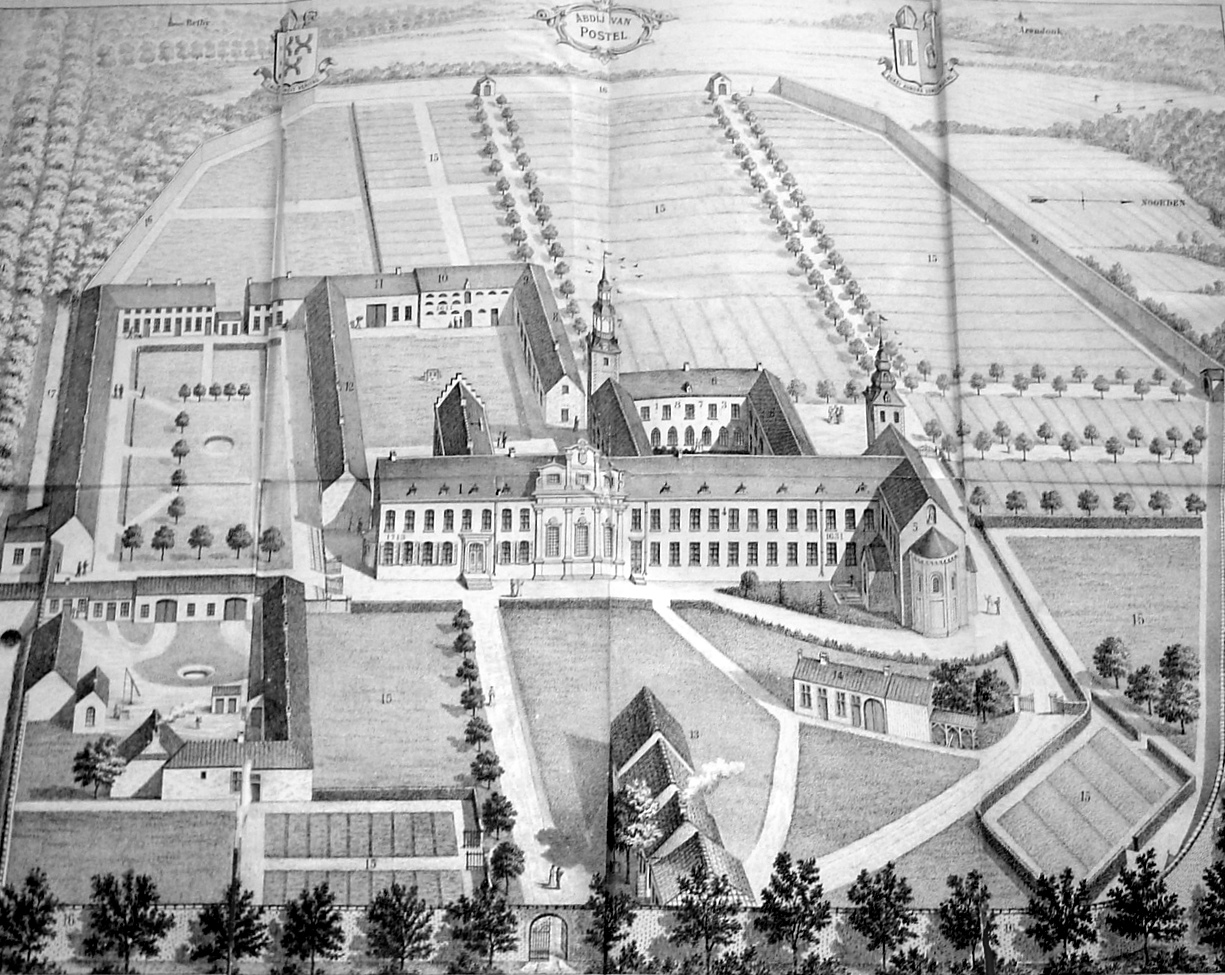
Abdij van Postel

De abdijkerk, de Sint-Niklaaskerk, dateert uit de 12e eeuw. Deze werd oorspronkelijk gebouwd in romaanse stijl met enkele latere gotische toevoegingen. De toren is gebouwd in Barokstijl.
De Abdij van Postel is sinds 1960 ook bekend om het gelijknamige bier, dat overigens in Opwijk wordt gebrouwen. Van 1611 tot ongeveer 1943 werd, met tussenpozen, in de abdij zelf bier gebrouwen voor eigen gebruik. Ook een kaas is naar Postel genoemd.

## Geschiedenis

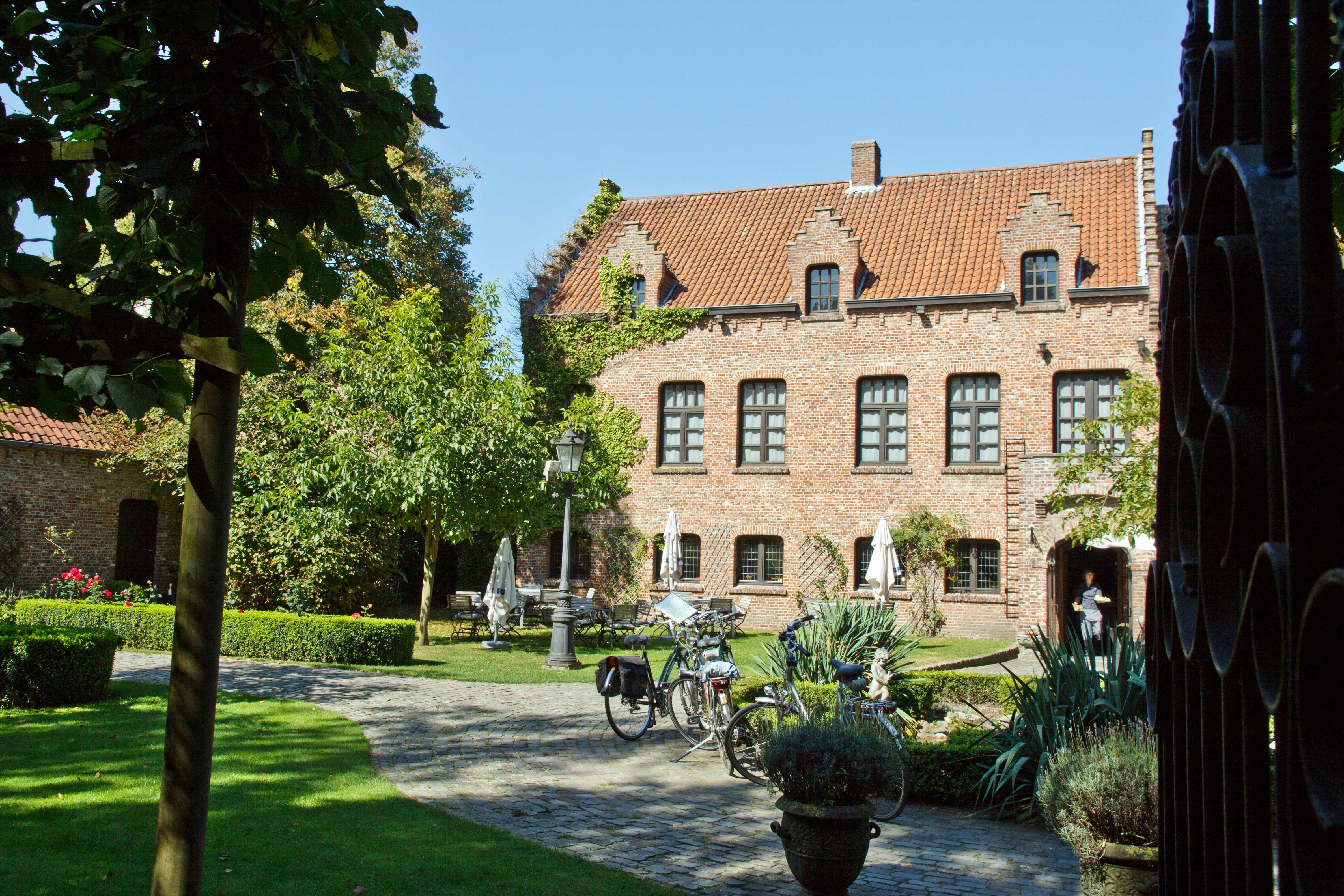
Postelse Hofstede

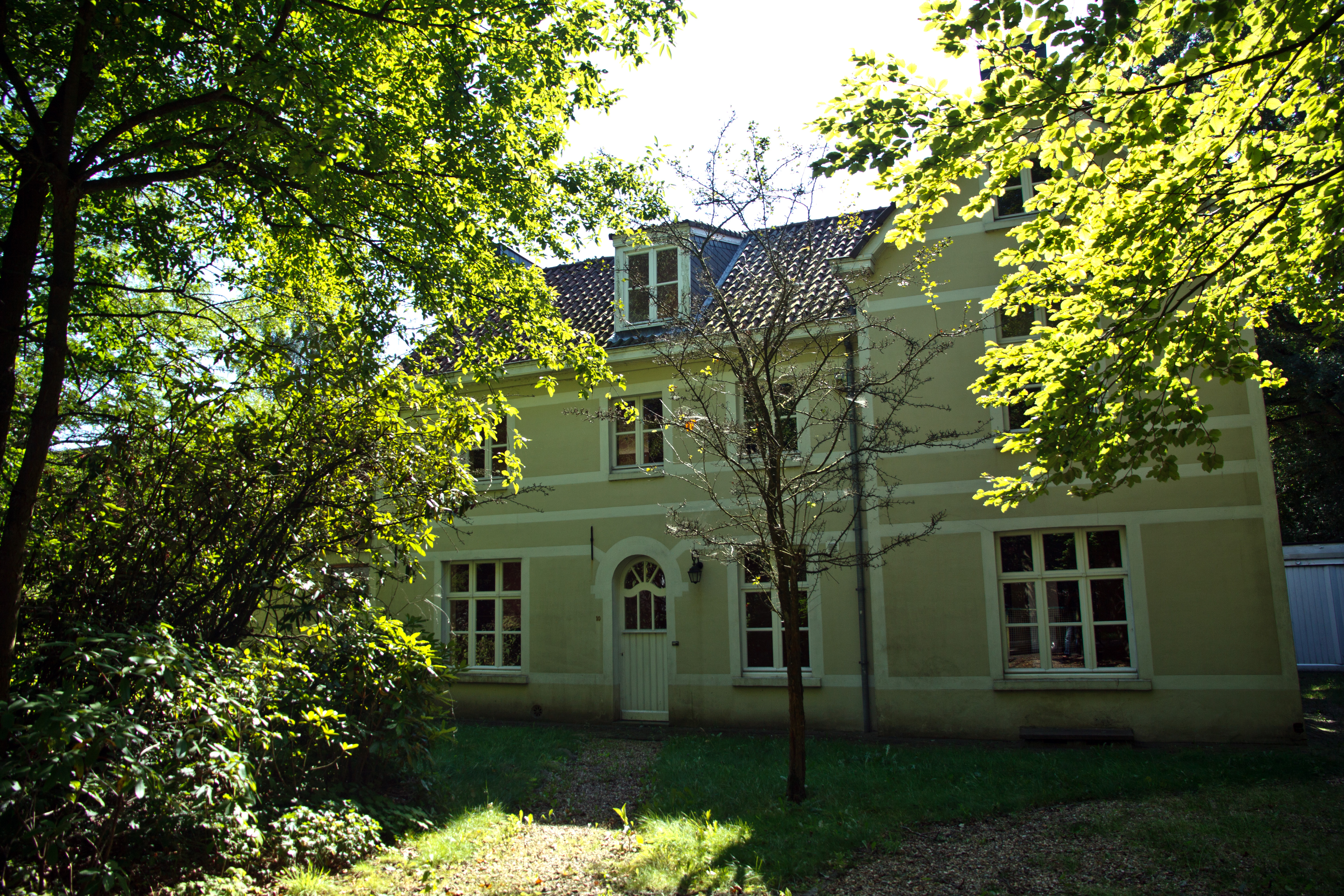
Voormalige school

Toen Mol, Balen en Dessel aan de Abdij van Corbie werden geschonken, was Postel daar niet bij inbegrepen. Het is bekend dat Postel in de 12e eeuw in handen was van ene Fastradus van Uitwijk. Deze schonk in 1130 een-derde deel van zijn bezit aan de Abdij van Floreffe. De monniken brachten het gebied in cultuur en stichtten in 1138 de Priorij van Postel, die in 1621 een autonome abdij werd. Toen in 1648 de scheiding der Nederlanden geformaliseerd werd, was Postel nog betwist gebied. Pas in 1785 kwam Postel definitief bij de Oostenrijkse Nederlanden. Spoedig kwamen nu echter de Fransen.
Het abdijbezit werd in 1797 onteigend en het gebied bestuurlijk bij de gemeente Mol gevoegd. Het uitgestrekte grondgebied werd verkocht aan particulieren. Koper werd Petrus de Meulenaer uit Antwerpen. Deze man profiteerde van de situatie en werd als zwartkoper gekenschetst. Hij liet diverse kerken slopen en kocht van de opbrengst weer nieuwe bezittingen uit door de Fransen verbeurd verklaarde goederen. Hij bewoonde een tot herenhuis ingericht deel van de voormalige abdij.
Toen de Norbertijnen hun klooster weer terug wilden, zette De Meulenaer het goed in 1834 te koop, maar dan voor een veel hogere prijs dan waarvoor hij het had gekocht. Aldus verkocht De Meulenaer in 1840 het grondbezit aan ene G. de Malpertus, wat een schuilnaam was voor de Franse priester Joseph Hippolyte Guanihl. Deze wilde het klooster schenken aan de paters, als dezen zijn ontginningsplannen zouden steunen. Als geldschieter werd de douairière Chs. Le Candèle de Gijseghem gevonden en aldus werd de Société civile pour l'exploitation agricole de la Campine opgericht. De priester had echter niet genoeg geld om de aankoop te verrichten en in 1844 werd De Meulenaer weer eigenaar van Postel.
Een Belgisch-Britse onderneming, de Société anglo-belge sous la raison C. van de Walle et C° wist, samen met de schenking van de douairière, genoeg geld bijeen te krijgen. Na onderhandelingen met de douairière en haar dochter Elisabeth kregen de paters in 1847 hun klooster en 100 ha heide terug. In 1851 werd de grondmaatschappij ontbonden en bleef het centrum van Postel eigendom van de familie De Gijseghem. Op 30 september 1858 kocht Elisabeth ook het zuidoostelijk deel van het gebied, en in 1865 stond zij haar gebieden af aan haar neef, baron Stanislas de Broqueville. Het overige deel van het gebied Postel kwam aan Filips van België.
Stanislas werd kasteelheer van Postel en liet dan ook een kasteel bouwen, eigenlijk een herenhuis, gelegen tegenover de abdij. Stanislas' zoon Charles werd een beroemd staatsman. Tegenwoordig (2010) is Robert de Broqueville kasteelheer van Postel. Op het kerkhof van Postel bevindt zich een grafkelder van de familie De Broqueville. Het grootgrondbezit in dit gebied valt af te lezen uit de grootschalige bos- en landbouwpercelen in dit gebied, dat eens een heideveld was.
De monniken staken turf, waarvan nog tal van turfputten getuigen. In 1917 begon de Duitse bezetter met turfwinning voor de productie van turfstrooisel voor hun paarden. Hoewel men in 1919 nog geprobeerd heeft turfchemie te ontwikkelen, werd later het gebruik van turf voor tuinaarde dominant. Tijdens de Tweede Wereldoorlog werd er wel 100.000 ton per jaar bruto gewonnen en werkten er ongeveer 350 mensen. Ook na de Tweede Wereldoorlog ging de turfwinning door, en wel voor tuinaarde, inpakmateriaal en strooisel voor kippenhokken. In de jaren 70 van de 20e eeuw werd de turfwinning gestaakt.
Ongeveer 2 km ten oosten van Postel heeft een steenoven gestaan waarvan nu nog slechts enkele leemputten overgebleven zijn. In de afgelegen huisjes ter plaatse, waar zich ooit een herberg bevond, werd in de Franse Tijd door de pastoor van Reusel weleens clandestien de Mis gelezen voor de bewoners van Postel. In 1830 drongen hier Nederlandse soldaten binnen die in Postel de opstandelingen van het corps Niëllon wilden verdrijven. Deze steenfabriek functioneerde in ieder geval van 1840 tot 1854. In 1920 probeerde men opnieuw de baksteenfabricage aan te vangen. Tegenwoordig is er een nieuwe villa voor een De Broqueville gebouwd.

## Geografie
Postel ligt ongeveer op de waterscheiding van het Maas- en Scheldebekken. Ten noorden van Postel wateren de beekjes af naar de Maas, terwijl de beekjes ten westen en zuiden naar de Nete lopen. De abdij van Postel ligt op een hoogte van ongeveer 38 meter. Het hoogste punt in de buurt is 43 meter.
Postel is gelegen te midden van uitgestrekte bosgebieden, die voornamelijk uit grove den bestaan. Een aantal wandelwegen, bekend als Klavertje vijf, vertrekken vanuit Postel. Tot deze bossen behoort het Grootbos. Een natuurgebied bij Postel is de Ronde Put.

## Geboren te Postel
- Charles de Broqueville (1860), Eerste Minister
- Edmond van Eetvelde (1852), diplomaat en staatssecretaris

## Overleden in Postel
- Theodorus Ignatius Welvaarts (1892), prior van de Abdij van Postel en geschiedschrijver

## Nabijgelegen kernen
Weebosch, Eersel, Reusel, Retie, Rauw